# 张逊 (宋朝)
张逊（？—？），博州（今山东聊城西北）人，北宋官員。

## 生平
早年喪父，被叔父撫養，后随母归魏仁浦家。太宗為晉王時，召隸帳下。太平興國初，補左班殿直（階官，三班使臣，小使臣，正九品）。從征太原還，遷文思副使（階官，諸司副使，西班，從七品），再遷香藥庫使（階官，諸司正使，東班，正七品）。嶺南平後，交阯歲入貢，通關市。並海商人遂浮舶販易外國物，闍婆、三佛齊、渤泥、占城諸國亦歲至朝貢，由是犀象、香藥、珍異充溢府庫。遜請於京置榷易署，稍增其價，聽商入金帛市之，恣其販鬻，歲可獲錢五十萬緡，以濟經費。太宗允之，一歲中果得三十萬緡。自是歲有增羨，至五十萬。
雍熙二年，錄其勞，遷領媯州刺史（遙郡刺史）。三年，與安忠並命為東上閣門使（階官，橫行正使，正六品）。數月，會許仲宣罷判度支，即以遜為度支使（差遣）。端拱初，遷鹽鐵使（差遣）。二年，授宣徽北院使（職事官，正二品）、簽署樞密院事（差遣）。未幾，兼樞密副使、知院事。與同列寇準不協，每奏事，頗相矛盾。
一日，遜等晚歸私第，準與溫仲舒並轡，有狂民迎馬首拜呼萬歲。街使王賓舊與遜同事晉邸，遜又嘗舉賓，雅相厚善，因奏民迎準拜呼萬歲。準自辯：“實與仲舒同行，蓋遜令賓獨奏斥臣。”辭意俱厲，因互發其私。太宗惡之，下詔切責，遜左降右領軍衛將軍（環衛官，從三品），準亦罷職。會判右金吾街仗蔡玉冒奏富人子為州大校，黜官，命遜代掌其事。
西蜀李順為亂，詔發兵水陸進討，以荊渚居其要害，命遜為右驍衛大將軍（環衛官，正三品）、知江陵府，賜錢二百萬，白金三千兩。遜既至，會峽路諸漕卒數千人聚江陵，有告其謀變以應蜀寇，府中議欲盡誅之。遜止捕首惡楊承進等二十一人斬於市，餘黨親加尉撫，飛奏以聞。太宗嘉之，詔以其卒分配州郡。數月，遜卒，年五十六，時至道元年也。贈桂州觀察使（贈官，正五品），歸葬京師。遜小心謹慎，徒以攀附至貴顯，其訏謀獻替無聞焉。
妻昭應郡夫人為孝章皇后之妹。子敏中，初補供奉官。遜在宣徽，表言嘗業文，願改秩，即換大理寺丞，累至比部郎中。次子虛中，娶宗室申國公女，至供奉官、閣門祗候。敏中子先，進士及第。